# أنطوان رو
أنطوان رو (بالفرنسية: Antoine Roux)‏ هو رسام فرنسي، ولد في 1765 في مارسيليا في فرنسا، وتوفي بنفس المكان في 1835.